# Le Cavalier à l'armure d'or
Pour plus de détails, voir Fiche technique et Distribution.
Le Cavalier à l'armure d'or (I cavalieri del diavolo) est un film de cape et d'épée italien réalisé par Siro Marcellini et sorti en 1959, dont le thème et le style sont semblables à ceux des Trois Mousquetaires. Frank Latimore joue le héros, le capitaine Stiller, et Gianna Maria Canale la baronne Elaine de Faldone.

## Synopsis
Nous sommes en 1555 : La France est bouleversée par des guerres de religion. A la cour d'Henri II, dominée par son épouse Catherine de Médicis, les intrigues règnent. Dans les provinces méridionales, les huguenots tentent par tous les moyens de saper l'autorité du roi, poussant les nobles à se soustraire au pouvoir central. Dans le Dauphiné, le duc de Vars tente de tirer parti de la situation pour satisfaire ses ambitions : il voudrait s'emparer de la région et épouser Louise de Valency : Mais celle-ci le déteste et lorsque, après des années d'absence, Riccardo revient au pays, de retour des guerres d'Espagne, elle l'invite à se battre avec elle contre le duc. Riccardo revient pour vendre ses terres, ayant décidé de s'installer à Paris ; mais l'amour pour son ancienne compagne d'enfance le détourne de son but. Au pouvoir du duc, il oppose sa ruse et son courage : quatre compagnons d'armes l'aident à lutter contre le tyran, que Riccardo finit par tuer après un duel acharné.

## Fiche technique
- Titre français : Le Cavalier à l'armure d'or[1]
- Titre original italien : I cavalieri del diavolo[2]
- Réalisation : Siro Marcellini
- Scénario : Siro Marcellini, Carlo Alberto Chiesa (it)
- Photographie : Luciano Trasatti (it)
- Montage : Edmondo Lozzi
- Musique : Carmine Rizzo
- Décors : 	Oscar D'Amico
- Maquillage : Maria Luisa Panaro
- Production : Edoardo Rovelli, Argy Rovelli
- Société de production : Galassia Cinematografica
- Pays de production :  Italie
- Langue originale : italien
- Format : couleurs par Eastmancolor - 1,37:1 - Son mono - 35 mm
- Genre : film de cape et d'épée
- Durée : 92 minutes
- Dates de sortie : 
  - Italie : 26 juin 1959
  - France : 15 juin 1960

## Distribution
- Frank Latimore : Riccardo Stiller
- Gianna Maria Canale : Baronne Elaine de Faldon
- Emma Danieli : Louise de Valency
- Gabriella Pallotta : Gisella
- Anthony Steffen (sous son vrai nom « Antonio De Teffè ») : Henri de Valency
- Andrea Aureli : Duc de Vars
- Nunzio Gallo : Paul
- Federica Ranchi : Dariolà
- Franco Fantasia : Richmond
- Mirko Ellis :  Germain
- José Jaspe : Gaumont
- Oreste Lionello : Roulleaux
- Andrea Fantasia : Du Menil
- Fedele Gentile : Marchand
- Loris Gizzi : procureur général
- Nino Musco : l'animateur René